# Bratři Čudnovští
Bratři David Volfovich Chudnovsky (rusky Давид Вольфович Чудновский – David Volfovič Čudnovskij, * 1947 Kyjev) a Gregory Volfovich Chudnovsky (Григорий Вольфович Чудновский – Grigorij Volfovič Čudnovskij, * 1952 Kyjev) jsou američtí matematici. Článek magazínu The New Yorker z roku 1992 citoval názor několika matematiků, že Gregory Chudnovsky je jeden z nejlepších žijících matematiků na světě. David Chudnovsky se svým bratrem Gregorym spolupracuje a je jeho asistentem.
Bratři Čudnovští drží několik rekordů ve výpočtu π na nejvíce desetinných míst; na začátku devadesátých let s vlastnoručně sestaveným superpočítačem spočítali pí na 2 miliardy číslic. V roce 1987 vyvinuli nový algoritmus na výpočet π, který dnes používá počítačový program Mathematica.
V současnosti jsou oba profesoři na Polytechnickém institutu Univerzity v New Yorku.